# Вила Фаралди
Вѝла Фара̀лди (на италиански: Villa Faraldi; на лигурски: Villa Faròdi, Вила Фароди) е село и община в Северна Италия, провинция Империя, регион Лигурия. Разположено е на 336 m надморска височина. Населението на общината е 442 души (към 2011 г.).